# Mehmet Emin Toprak
Mehmet Emin Toprak (11 de septiembre de 1974, en Yenice, Çanakkale - 2 de diciembre de 2002) fue un actor de cine turco.
Emin Toprak protagonizó la aclamada película Uzak en el 2002, lo que lo introdujo al Público angloparlante. Murió en un accidente automovilístico en el camino de regreso del Festival de Cine de Ankara, cerca de la ciudad de Çan a la edad de 28 años.
Unas semanas después del accidente, la película se mostró en el Festival de Cine de Cannes de 2003, donde Toprak fue nombrado póstumamente mejor actor.

## Filmografía
- Uzak, 2002
- Clouds of May, 1999
- The Town, 1997

## Reconocimiento
- 2002 Festival de Cine de Ankara / Mejor Actor de Reparto
- 2003 Festival de Cannes / Mejor Actor